# Мачоган, Игорь Петрович
Игорь Петрович Мачоган (3 марта 1970, Стрый, Львовская область) — украинский футболист, левый защитник.

## Биография
Воспитанник ДЮСШ города Стрый. В советский период выступал за местный «Машиностроитель» в соревнованиях коллективов физкультуры. После распада СССР клуб был переименован в «Скалу» и стал выступать в первой лиге Украины, где футболист за два с половиной года сыграл более 100 матчей. Летом 1994 года перешёл в «Карпаты» (Львов). Дебютный матч в высшей лиге сыграл 27 июля 1994 года против донецкого «Шахтёра». Однако в львовском клубе не задержался, сыграв всего 3 матча в июле-августе 1994 года.
В августе 1994 года перешёл в «Ворсклу» (Полтава), где выступал более семи лет, сыграв 194 матча (4 гола) в первенствах Украины, а также 21 матч (1 гол) в Кубке Украины и 10 матчей в еврокубках с учётом Кубка Интертото. Победитель первой лиги в сезоне 1995/96, со следующего сезона до ухода из клуба выступал в высшей лиге. В дебютном для клуба сезоне в высшей лиге (1996/97) стал бронзовым призёром чемпионата. В 2010 году был включён в список 50 лучших игроков «Ворсклы» за всю историю по версии еженедельника «Эхо», на 32-м месте.
В начале 2002 года перешёл в «Прикарпатье» (Ивано-Франковск), выступавшее в первой лиге, провёл в клубе полсезона. Затем полтора года выступал за другой клуб первой лиги — «Полесье» (Житомир). Весной 2004 года вернулся в родной город и играл за клуб «Газовик-Скала» во второй лиге. В дальнейшем выступал в любительских соревнованиях за клубы чемпионата Львовской области — «Галичина» (Дрогобыч), «Матрица» (Добряны), «Николаев».
Всего в высшей лиге Украины сыграл 123 матча и забил 3 гола.

## Достижения
- Бронзовый призёр чемпионата Украины: 1996/97